# 71. Primetime Emmy-gála
A 71. Primetime Emmy-gála során a 2018 és 2019 között főműsoridőben bemutatott, amerikai televíziós programokat értékelték. A jelölteket az Academy of Television Arts & Sciences választotta ki. A Los Angeles-i Microsoft Theatreben tartott ceremóniát a Fox tűzte műsorra 2019. szeptember 22-én. A műsor ezúttal házigazda nélkül került megrendezésre, a díjátadó története során negyedik alkalommal. A jelöltek listáját D'Arcy Carden és Ken Jeong jelentették be 2019. július 16-án.
A gálát 6,9 millióan követték figyelemmel, ami 32%-os csökkenés volt az előző évhez képest, a gála történetének legalacsonyabb nézettsége.

## Győztesek és jelöltek
A nyertesek félkövérrel jelölve.

### Műsorok
| Legjobb vígjátéksorozat | Legjobb drámasorozat |
| --- | --- |
| - Bolhafészek (Prime Video) - Barry (HBO) - A Jó Hely (NBC) - A káprázatos Mrs. Maisel (Prime Video) - Végtelen matrjoska (Netflix) - Schitt's Creek (Pop TV) - Az alelnök (HBO)                                                                             | - Trónok harca (HBO) - Better Call Saul (AMC) - Testőr (Netflix) - Megszállottak viadala (BBC America) - Ozark (Netflix) - Póz (FX) - Utódlás (HBO) - Rólunk szól (NBC)                                     |
| Legjobb minisorozat | Legjobb tévéfilm |
| - Csernobil (HBO) - Szökés Dannemorából (Showtime) - Fosse/Verdon (FX) - Éles tárgyak (HBO) - A Central parki ötök (Netflix) | - Bandersnatch (Fekete tükör) (Netflix) - Brexit: Háborúban mindent szabad (HBO) - Deadwood – A film (HBO) - Lear király (Prime Video) - Hervé vacsorára (HBO)                                              |
| Legjobb varieté beszélgetős műsor | Legjobb varieté szkeccssorozat |
| - John Oliver-show az elmúlt hét híreiről (HBO) - The Daily Show with Trevor Noah (Comedy Central) - Full Frontal with Samantha Bee (TBS) - Jimmy Kimmel Live! (ABC) - The Late Late Show with James Corden (CBS) - The Late Show with Stephen Colbert (CBS) | - Saturday Night Live (NBC) - At Home with Amy Sedaris (truTV) - Documentary Now! (IFC) - Tömény történelem (Comedy Central) - I Love You, America with Sarah Silverman (Hulu) - Who Is America? (Showtime) |
| Legjobb vetélkedő | |
| - RuPaul – Drag Queen leszek! (VH1) - Versenyfutás a világ körül (CBS) - American Ninja Warrior (NBC) - Ezt jól kisütöttük! (Netflix) - Szakácsok gyöngye (Bravo) - The Voice (NBC)                                                                          | |

### Színészek

#### Főszereplők
| Legjobb férfi főszereplő (vígjátéksorozat) | Legjobb női főszereplő (vígjátéksorozat) |
| --- | --- |
| - Bill Hader – Barry (Barry) (HBO) - Anthony Anderson – Feketék fehéren (Andre "Dre" Johnson) (ABC) - Don Cheadle – Fekete hétfő (Maurice "Mo" Monroe) (Showtime) - Ted Danson – A Jó Hely (Michael) (NBC) - Michael Douglas – A Kominsky-módszer (Sandy Kominsky) (Netflix) - Eugene Levy – Schitt's Creek (Johnny Rose) (Pop TV)                                                  | - Phoebe Waller-Bridge – Bolhafészek (Fleabag) (Prime Video) - Christina Applegate – Halott vagy (Jen) (Netflix) - Rachel Brosnahan – A káprázatos Mrs. Maisel (Miriam "Midge" Maisel) (Prime Video) - Julia Louis-Dreyfus – Az alelnök (Selina Meyer) (HBO) - Natasha Lyonne – Végtelen matrjoska (Nadia) (Netflix) - Catherine O’Hara – Schitt's Creek (Moira Rose) (Pop TV)                                                       |
| Legjobb férfi főszereplő (drámasorozat) | Legjobb női főszereplő (drámasorozat) |
| - Billy Porter – Póz (Pray Tell) (FX) - Jason Bateman – Ozark (Martin "Marty" Byrde) (Netflix) - Sterling K. Brown – Rólunk szól (Randall Pearson) (NBC) - Kit Harington – Trónok harca (Havas Jon) (HBO) - Bob Odenkirk – Better Call Saul (Jimmy McGill) (AMC) - Milo Ventimiglia – Rólunk szól (Jack Pearson) (NBC)                                                              | - Jodie Comer – Megszállottak viadala (Villanelle) (BBC America) - Emilia Clarke – Trónok harca (Daenerys Targaryen) (HBO) - Viola Davis – Hogyan ússzunk meg egy gyilkosságot? (Annalise Keating) (ABC) - Laura Linney – Ozark (Wendy Byrde) (Netflix) - Mandy Moore – Rólunk szól (Rebecca Pearson) (NBC) - Sandra Oh – Megszállottak viadala (Eve Polastri) (BBC America) - Robin Wright – Kártyavár (Claire Underwood) (Netflix) |
| Legjobb férfi főszereplő (minisorozat, antológiasorozat vagy tévéfilm) | Legjobb női főszereplő (minisorozat, antológiasorozat vagy tévéfilm) |
| - Jharrel Jerome – A Central parki ötök (Korey Wise) (Netflix) - Mahershala Ali – True Detective – A törvény nevében (Wayne Hays) (HBO) - Benicio del Toro – Szökés Dannemorából (Richard Matt) (Showtime) - Hugh Grant – Egy nagyon angolos botrány (Jeremy Thorpe) (Prime Video) - Jared Harris – Csernobil (Valery Legasov) (HBO) - Sam Rockwell – Fosse/Verdon (Bob Fosse) (FX) | - Michelle Williams (színművész)Michelle Williams – Fosse/Verdon (Gwen Verdon) (FX) - Amy Adams – Éles tárgyak (Camille Preaker) (HBO) - Patricia Arquette – Szökés Dannemorából (Joyce "Tilly" Mitchell) (Showtime) - Aunjanue Ellis – A Central parki ötök (Sharon Salaam) (Netflix) - Joey King – A tett (Gypsy-Rose Blanchard) (Hulu) - Niecy Nash – A Central parki ötök (Delores Wise) (Netflix)                               |

#### Mellékszereplők
| Legjobb férfi mellékszereplő (vígjátéksorozat) | Legjobb női mellékszereplő (vígjátéksorozat) |
| --- | --- |
| - Tony Shalhoub – A káprázatos Mrs. Maisel (Abe Weissman) (Prime Video) - Alan Arkin – A Kominsky-módszer (Norman Newlander) (Netflix) - Anthony Carrigan – Barry (NoHo Hank) (HBO) - Tony Hale – Az alelnök (Gary Walsh) (HBO) - Stephen Root – Barry (Monroe Fuches) (HBO) - Henry Winkler – Barry (Gene Cousineau) (HBO)                                                                              | - Alex Borstein – A káprázatos Mrs. Maisel (Susie Myerson) (Prime Video) - Anna Chlumsky – Az alelnök (Amy Brookheimer) (HBO) - Sian Clifford – Bolhafészek (Claire) (Prime Video) - Olivia Colman – Bolhafészek (Keresztanya9 (Prime Video) - Betty Gilpin – GLOW (Debbie Eagan) (Netflix) - Sarah Goldberg – Barry (Sally Reed) (HBO) - Marin Hinkle – A káprázatos Mrs. Maisel (Rose Weissman) (Prime Video) - Kate McKinnon – Saturday Night Live (További szereplők) (NBC) |
| Legjobb férfi mellékszereplő (drámasorozat) | Legjobb női mellékszereplő (drámasorozat) |
| - Peter Dinklage – Trónok harca (Tyrion Lannister) (HBO) - Alfie Allen – Trónok harca (Theon Greyjoy) (HBO) - Jonathan Banks – Better Call Saul (Mike Ehrmantraut) (AMC) - Nikolaj Coster-Waldau – Trónok harca (Jaime Lannister) (HBO) - Giancarlo Esposito – Better Call Saul (Gus Fring) (AMC) - Michael Kelly – Kártyavár (Doug Stamper) (Netflix) - Chris Sullivan – Rólunk szól (Toby Damon) (NBC) | - Julia Garner – Ozark (Ruth Langmore) (Netflix) - Gwendoline Christie – Trónok harca (Tarthi Brienne) (HBO) - Lena Headey – Trónok harca (Cersei Lannister) (HBO) - Fiona Shaw – Megszállottak viadala (Carolyn Martens) (BBC America) - Sophie Turner – Trónok harca (Sansa Stark) (HBO) - Maisie Williams – Trónok harca (Arya Stark) (HBO) |
| Legjobb férfi mellékszereplő (minisorozat, antológiasorozat vagy tévéfilm) | Legjobb női mellékszereplő (minisorozat, antológiasorozat vagy tévéfilm) |
| - Ben Whishaw – Egy nagyon angolos botrány (Norman) (Prime Video) - Asante Blackk – A Central parki ötök (Kevin Richardson) (Netflix) - Paul Dano – Szökés Dannemorából (David Sweat) (Showtime) - John Leguizamo – A Central parki ötök (Raymond Santana Sr.) (Netflix) - Stellan Skarsgård – Csernobil (Boris Shcherbina) (HBO) - Michael K. Williams – A Central parki ötök (Bobby McCray) (Netflix)  | - Patricia Arquette – A tett (Dee Dee Blanchard) (Hulu) - Marsha Stephanie Blake – A Central parki ötök (Linda McCray) (Netflix) - Patricia Clarkson – Éles tárgyak (Adora Crellin) (HBO) - Vera Farmiga – A Central parki ötök (Elizabeth Lederer) (Netflix) - Margaret Qualley – Fosse/Verdon (Ann Reinking) (FX) - Emily Watson – Csernobil (Ulana Khomyuk) (HBO) |

### Rendezők
| Legjobb rendező (vígjátéksorozat) | Legjobb rendező (drámasorozat) |
| --- | --- |
| - Bolhafészek (Epizód: "1. rész") – Harry Bradbeer (Prime Video) - Barry (Epizód: "Ússzásoktatok") – Alec Berg (HBO) - Barry (Epizód: "Csak egy makk") – Bill Hader (HBO) - Agymenők (Epizód: "A Stockholm-szindróma") – Mark Cendrowski (CBS) - A káprázatos Mrs. Maisel (Epizód: "All Alone") – Amy Sherman-Palladino (Prime Video) - A káprázatos Mrs. Maisel (Epizód: "We're Going to the Catskills!") – Daniel Palladino (Prime Video) | - Ozark (Epizód: "Helyreállítások") – Jason Bateman (Netflix) - Trónok harca (Epizód: "A Vastrón") – David Benioff, D. B. Weiss (HBO) - Trónok harca (Epizód: "Az utolsó Starkok") – David Nutter (HBO) - Trónok harca (Epizód: "A hosszú éjszaka") – Miguel Sapochnik (HBO) - A szolgálólány meséje (Epizód: "Holly") – Daina Reid (Hulu) - Megszállottak viadala (Epizód: "Reményhalál") – Lisa Brühlmann (BBC America) - Utódlás (Epizód: "Celebration") – Adam McKay (HBO) |
| Legjobb rendező (minisorozat, antológiasorozat vagy tévéfilm) | Legjobb rendező (varietésorozat) |
| - Csernobil – Johan Renck (HBO) - Szökés Dannemorából – Ben Stiller (Showtime) - Fosse/Verdon (Epizód: "4. rész") – Jessica Yu (FX) - Fosse/Verdon (Epizód: "2. rész") – Thomas Kail (FX) - Egy nagyon angolos botrány – Stephen Frears (Prime Video) - A Central parki ötök – Ava DuVernay (Netflix) | - Saturday Night Live (Epizód: "Műsorvezető: Adam Sandler") – Don Roy King (NBC) - Documentary Now! (Epizód: "Waiting for the Artist") – Alex Buono, Rhys Thomas (IFC) - Tömény történelem (Epizód: "Are You Afraid of the Drunk?") – Derek Waters (Comedy Central) - John Oliver-show az elmúlt hét híreiről (Epizód: "Psychics") – Paul Pennolino (HBO) - The Late Show with Stephen Colbert (Epizód: "Live Midterm Election Show") – Jim Hoskinson (CBS) - Who Is America? (Epizód: "102. rész") – Sacha Baron Cohen, Nathan Fielder, Daniel Gray Longino, Dan Mazer (Showtime) |

### Forgatókönyvírók
| Legjobb forgatókönyv (vígjátéksorozat) | Legjobb forgatókönyv (drámasorozat) |
| --- | --- |
| - Bolhafészek (Epizód: "1. rész") – Phoebe Waller-Bridge (Prime Video) - Barry (Epizód: "Csak egy makk") – Alec Berg, Bill Hader (HBO) - A Jó Hely (Epizód: "Janet(s)") – Josh Siegal and Dylan Morgan (NBC) - PEN15 (Epizód: "Anna Ishii-Peters") – Maya Erskine, Anna Konkle, Stacy Osei-Kuffour (Hulu) - Végtelen matrjoska (Epizód: "Semmi sem megy könnyen") – Leslye Headland, Natasha Lyonne, Amy Poehler (Netflix) - Végtelen matrjoska (Epizód: "Meleg test") – Allison Silverman (Netflix) - Az alelnök (Epizód: "Veep") – David Mandel (HBO) | - Utódlás (Epizód: "Nobody Is Ever Missing") – Jesse Armstrong (HBO) - Better Call Saul (Epizód: "A győztes mindent visz") – Peter Gould, Thomas Schnauz (AMC) - Testőr (Epizód: "1. rész") – Jed Mercurio (Netflix) - Trónok harca (Epizód: "A vastrón") – David Benioff, D. B. Weiss (HBO) - A szolgálólány meséje (Epizód: "Holly") – Bruce Miller, Kira Snyder (Hulu) - Megszállottak viadala (Epizód: "Csak csendben, csak halkan") – Emerald Fennell (BBC America) |
| Legjobb forgatókönyv (minisorozat vagy tévéfilm) | Legjobb forgatókönyv (varietésorozat) |
| - Csernobil – Craig Mazin (HBO) - Szökés Dannemorából (Epizód: "6. rész") – Brett Johnson, Michael Tolkin, Jerry Stahl (Showtime) - Szökés Dannemorából (Epizód: "7. rész") – Brett Johnson, Michael Tolkin (Showtime) - Fosse/Verdon (Epizód: "8. rész") – Steven Levenson, Joel Fields (FX) - Egy nagyon angolos botrány – Russell T Davies (Prime Video) - A Central parki ötök (Epizód: "4. rész") – Ava DuVernay, Michael Starrbury (Netflix) | - John Oliver-show az elmúlt hét híreiről (HBO) - Documentary Now! (IFC) - Full Frontal with Samantha Bee (TBS) - Late Night with Seth Meyers (NBC) - The Late Show with Stephen Colbert (CBS) - Saturday Night Live (NBC) |

## Műsorvezetők
A gálán az alábbi műsorvezetők működtek közre:
- Bob Newhart
- Ben Stiller
- Catherine O’Hara
- Amy Poehler
- Nick Cannon
- Ken Jeong
- Lilly Singh
- Luke Kirby
- Jane Lynch
- Ike Barinholtz
- Maya Rudolph
- Stephen Colbert
- Jimmy Kimmel
- Kendall Jenner
- Kim Kardashian
- Tim Allen
- Seth Meyers
- Alfie Allen
- Gwendoline Christie
- Emilia Clarke
- Nikolaj Coster-Waldau
- Peter Dinklage
- Kit Harington
- Lena Headey
- Sophie Turner
- Carice van Houten
- Maisie Williams
- RuPaul
- Zendaya
- Bill Hader
- Phoebe Waller-Bridge
- Jimmy Smits
- Bradley Whitford
- Angela Bassett
- Peter Krause
- James Corden
- Hugh Laurie
- Anna Chlumsky
- Gary Cole
- Kevin Dunn
- Clea DuVall
- Tony Hale
- Julia Louis-Dreyfus
- Sam Richardson
- Reid Scott
- Timoth Simons
- Sarah Sutherland
- Matt Walsh
- Jon Hamm
- Naomi Watts
- Lin-Manuel Miranda
- Anthony Anderson
- Randall Park
- Cedric the Entertainer
- Max Greenfield
- Billy Porter
- Taraji P. Henson
- Terrence Howard
- Viola Davis
- Jharrel Jerome
- Cherry Jones
- Kristen Bell
- Don Cheadle
- Regina King
- Kerry Washington
- Timothy Hutton
- Brittany Snow
- Gwyneth Paltrow
- Norman Lear
- Marisa Tomei
- Michael Douglas

## In Memoriam
A gála "in memoriam" szegmense az alábbi elhunyt személyekről emlékezett meg:
- John Singleton
- Doris Day
- Jan-Michael Vincent
- André Previn
- Cokie Roberts
- Sid Sheinberg
- Gloria Vanderbilt
- Tony Askins
- James Frawley
- Ron Miller
- Christopher Knopf
- Steve Golin
- Cameron Boyce
- Nancy Wilson
- Larry Siegel
- Peggy Lipton
- John Falsey
- Kristoff St. John
- Lou Weiss
- Sharon Taylor
- Roy Clark
- Tony Lynn
- Eunetta T. Boone
- Katherine Helmond
- Arte Johnson
- Tim Conway
- Tim Sullivan
- Rutger Hauer
- Sy Tomashoff
- Kevin Barnett
- Russell Kagan
- Seymour Cassel
- Bob Einstein
- Penny Marshall
- Georgia Engel
- Luke Perry
- Ken Berry
- Valerie Harper
- Peter Fonda
- Stan Lee
- Albert Finney
- Rip Torn
- Carol Channing

## Fordítás
- Ez a szócikk részben vagy egészben  a(z)   71st Primetime Emmy Awards című angol Wikipédia-szócikk fordításán alapul.  Az eredeti cikk szerkesztőit annak laptörténete sorolja fel. Ez a jelzés csupán a megfogalmazás eredetét és a szerzői jogokat jelzi, nem szolgál a cikkben szereplő információk forrásmegjelöléseként.